# Shandra Schadt
Shandra Schadt (* 28. April 1982 in Pasing, München) ist eine deutsche Synchronsprecherin, Hörbuchsprecherin, Schauspielerin und Puppenspielerin.

## Werdegang
Schadt entstammt einer Familie, die den künstlerischen Berufen nahesteht. Bereits im Alter von acht Jahren hatte sie durch einen Zufall Gelegenheit, für ein nicht erschienenes Mädchen bei einer Synchronisation einzuspringen. Bald darauf synchronisierte sie ihre erste größere Rolle in der australischen Abenteuerserie Allein durch die Wildnis. Neben dem Synchronisieren tanzte sie viele Jahre Ballett. Von 1986 bis 2000 war sie feste Mitarbeiterin des Münchner Marionettentheaters, wo sie unter ihrem Großvater Franz Leonhard Schadt, der 43 Jahre Direktor des Theaters war, eine professionelle Ausbildung zur Puppenspielerin durchlief. In den Jahren 1997 bis 1999 nahm sie Schauspielunterricht bei Ralph Willmann.
Shandra Schadt ist die deutsche Standardstimme von Jessica Alba, Miley Cyrus und Ziyi Zhang. Sie synchronisierte zudem eine Reihe weiterer Rollen in verschiedenen Serien sowie Spiel- und Animationsfilmen. Ihr schauspielerisches Debüt vor der Kamera hatte sie 1999 als Denise in dem Fernsehfilm Das Biest im Bodensee.
Im Jahr 2006 wurde Schadt zur beliebtesten deutschen Synchronstimme, dem Synchrostar 2006, gewählt. Im November 2008 wirkte sie im Live-Hörspiel Spring-Heeled Jack in der Pasinger Fabrik in München mit. Von Juni 2011 bis Juni 2012 war sie Co-Moderatorin in der „Mike Thiel Show“ des Münchner Radiosenders Gong 96.3.
Shandra Schadt spricht Deutsch, britisches Englisch und Bairisch. Sie lebt in Eichenau.

## Filmografie
- 1999: Das Biest im Bodensee (TV)
- 1999: Marienhof (Fernsehserie)
- 2002–2003: Medicopter 117 – 11 Folgen

## Synchronisation (Auswahl)
Kareena Kapoor
- 2002: Beste Freunde küsst man nicht! als Tina Kapoor
- 2004: In guten wie in schweren Tagen als Pooja „Poo“ Sharma
- 2004: Yuva als Mira
- 2005: Asoka – Der Weg des Kriegers als Kaurwaki
- 2006: Ich sehne mich nach deiner Liebe als Sanjana
- 2006: Don – Das Spiel beginnt als Kamini / Sonia
- 2007: Bittersüße Erinnerungen als Isha Singh Puri
- 2008: Jab We Met als Geet Dhillon
- 2009: 3 Idiots als Pia
- 2009: Luck by Chance – Liebe, Glück und andere Zufälle als Kareena Kapoor
- 2010: Milenge Milenge – Wir werden uns finden als Priya Malhotra
- 2010: We Are Family als Shreya
- 2011: Ra.One - Superheld mit Herz als Sonia S. Subramanium
- 2012: Agent Vinod als Iram Parveen Bilal/Dr. Ruby Mendes
- 2012: Hochzeit mit Folgen als Riana Braganza
- 2013: Nur Dir zuliebe als Dia Sharma
- 2016: Kyon Ki als Dr. Tanvi Khurana
- 2016: 36 China Town als Priya
- 2016: Heroine als Mahi Arora
- 2016: Satyagraha als Yasmin Ahmed
- 2016: Ki & Ka – Wohnst Du noch oder liebst Du schon? als Kia
- 2018: Udta Punjab als Preet

Miley Cyrus
- 2006–2011: Hannah Montana (Fernsehserie) als Hannah Montana
- 2007–2008: Kuzco’s Königsklasse (Animationsserie, 6 Folgen) als Yutta
- 2008: Hannah Montana & Miley Cyrus: Best of Both Worlds Concert als Miley Cyrus
- 2008: Studio DC – Beinah Live! (Fernsehsendung, 1 Folge) als Miley Cyrus
- 2009: Die Zauberer an Bord mit Hannah Montana als Miley Stewart/Hannah Montana
- 2009: Hannah Montana – Der Film als Miley Stewart / Hannah Montana
- 2010: Sex and the City 2 als Miley Cyrus
- 2010: Mit Dir an meiner Seite als Veronica „Ronnie“ Miller
- 2012: LOL als Lola „LOL“ Williams
- 2012: Two and a Half Men (Fernsehserie, 2 Folgen) als Missi
- 2012: So Undercover als Molly Morris
- 2015: Die Highligen Drei Könige als Miley Cyrus
- 2019: Black Mirror (Fernsehserie, 1 Folge) als Ashley O

Elizabeth Olsen
- 2015: Avengers: Age of Ultron als Wanda Maximoff / Scarlet Witch
- 2016: The First Avenger: Civil War als Wanda Maximoff / Scarlet Witch
- 2018: Wind River als Jane Banner
- 2018: Avengers: Infinity War als Wanda Maximoff / Scarlet Witch
- 2019: Avengers: Endgame als Wanda Maximoff / Scarlet Witch
- 2021: WandaVision als Wanda Maximoff / Scarlet Witch
- 2022: Doctor Strange in the Multiverse of Madness als Wanda Maximoff / Scarlet Witch
- 2023: What If…? als Wanda Maximoff/Merlin

Zhang Ziyi
- 2000: Tiger and Dragon als Jen
- 2002: Hero als Leuchtender Mond
- 2004: House of Flying Daggers als Mei
- 2009: Horsemen als Kristin
- 2013: The Grandmaster als Gong Er

Jessica Alba
- 2002: Dark Angel (Fernsehserie) als Max Guevara / X–5 452
- 2003: Selima und John als Selima
- 2003: Honey als Honey Daniels
- 2005: Sin City als Nancy Callahan
- 2007: Der Glücksbringer als Cam Wexler

Anne Hathaway
- 2001: Plötzlich Prinzessin als Mia Thermopolis
- 2004: Ella – Verflixt & zauberhaft als Ella
- 2004: Plötzlich Prinzessin 2 als Mia Thermopolis
- 2008: Rachels Hochzeit als Kim

Angela Bartys
- 2009: Tinkerbell – Die Suche nach dem verlorenen Schatz als Emily
- 2010: Tinkerbell – Ein Sommer voller Abenteuer als Emily
- 2012: Die großen Feenspiele als Emily
- 2012: Das Geheimnis der Feenflügel als Emily

### Filme
- 1997: Dominique Swain in Im Körper des Feindes als Jamie Archer
- 1997: Yuriko Ishida in Prinzessin Mononoke als Kaya
- 2000: Alexandra Balahoutis in Coyote Ugly als Gästebetreuerin
- 2000: Natalie Portman in Wo dein Herz schlägt als Novalee Nation
- 2000: Nicole Ghastin in Coyote Ugly als Lyndsay Morgan
- 2000: Thora Birch in Dungeons & Dragons als Savina
- 2001: Brittany Murphy in Seitensprünge in New York als Ashley
- 2002: Mischa Barton in Die Stimme des Meeres als Vicky Austin
- 2003: Carly Pope in The Second Chance – Wie du mir, so ich dir als Melissa „Mel“ Rochester
- 2004: Hilary Duff in Raise Your Voice – Lebe deinen Traum als Teresa „Terri“ Fletcher
- 2004: Bret Parker in Die Unglaublichen – The Incredibles als Kari Mckeen
- 2005: Amanda Bynes in Robots als Piper Pinwheeler
- 2006: Camilla Belle in Unbekannter Anrufer als Jill Johnson
- 2006: Alyson Michalka in Partygirls auf Mission als Taylor Callum
- 2006: Ayumi Ito in Final Fantasy VII: Advent Children als Tifa Lockhart
- 2007: Hitomi Satou in Das Königreich der Katzen als Hiromi
- 2008: America Ferrera in Tinkerbell als Emily
- 2008: Crista Flanagan in Disaster Movie als Juney / Hannah Montana
- 2008: Peyton List in Shuttle – Endstation Alptraum! als Mel
- 2009: Naturi Naughton in Fame als Denise Dupree
- 2010: Odette Annable in Operation: Endgame als Temperance
- 2010: Jennifer Elise Cox in Plan B für die Liebe als Verkäuferin
- 2011: Jena Malone in Sucker Punch als Rocket
- 2011: Tamsin Egerton in Powder Girl als Georgie
- 2012: Maggie Grace in Breaking Dawn – Biss zum Ende der Nacht, Teil 2 als Irina
- 2014: Ginnifer Goodwin in Tinkerbell und die Legende vom Nimmerbiest als Emily
- 2014: Rachel Bilson in Waiting for Forever! als Emma Twist
- 2015: Elizabeth Gillies in Vacation – Wir sind die Griswolds als Heather
- 2016: Emily Blunt in The Huntsman & The Ice Queen als Freya
- 2020: Nina Arianda in Der Fall Richard Jewell als Nadya Light
- 2021: Yukiyo Fujii in Sailor Moon Eternal als Hotaru Tomoe/Sailor Saturn
- 2024: Yukiyo Fujii in Sailor Moon Cosmos als Hotaru Tomoe/Sailor Saturn

### Serien
- 1995–1996: Seiko Nakano in Die Kinder vom Berghof als Marianne
- 1998: Junko Hagimori in Sailor Moon als BesuBesu
- 1998: Sakiko Tamagawa in Sailor Moon als Prinzessin Kakyū
- seit 1999: Misato Fukuen in Pokémon als Georgina
- seit 1999: Ayako Kawasumi in Pokémon als Ursula
- 2000–2001: Hannah Spearritt in S Club 7 in Miami als Hannah
- 2000–2013: Lauren Tom in Futurama als Amy
- 2001–2005: Kyla Pratt in Die Prouds als Penny Proud
- 2002–2011: Adrienne Frantz in Reich und schön als Amber Moore
- 2003: Taeko Kawata in Sonic X als Amy Rose
- 2003: Mai Nakahara in .hack//Legend of the Twilight als Rena
- 2003: Fumiko Orikasa in Hellsing als Seras Victoria
- 2004: Mayumi Shintani in FLCL als Haruko Haruhara
- 2004–2005: Megumi Hayashibara in Slayers als Lina Inverse
- 2005–2007: Miss Kitty in American Dragon als Trixie Carter
- 2005–2009: Grace Park in Battlestar Galactica als Nummer 8 / Lt. Sharon „Boomer“ Valerii
- 2006: Emily Blunt in Empire als Camene / Erzählerin
- 2006: Fumiko Orikasa in Hellsing Ultimate als Seras Victoria
- 2007: Mayko Nguyen in ReGenesis als Mayko Tran
- 2007: Mikako Takahashi in Im Dienste Ihrer Majestät – Licensed by Royalty als Noelle Ardelade
- 2007: Tomoko Kobashi in Dinosaur King als Malm Tatsuno (Zoe Drake)
- 2008: Yumi Kakazu in Inu Yasha als Ayame
- 2008–2009: Nicole Tubiola in Wildfire als Danielle Davis
- 2009–2013: Jessica Lowndes in 90210 als Adrianna Tate–Duncan
- 2010: Adeline Chetail in Wakfu als Amaya
- 2010–2014: April Bowlby in Drop Dead Diva als Stacy Barrett
- 2011: Alexandra Daddario in White Collar als Kate Moreau
- 2011: Eri Kitamura in Highschool of the Dead als Saya Takagi
- 2012–2013: Krysten Ritter in Apartment 23 als Chloe
- 2012–2013: Georgia King in The New Normal als Goldie Clemmons
- 2013: Sarah Emi Bridcutt in Blood Lad als Hydra Bell
- 2013: Grace Phipps in Vampire Diaries als April Young
- 2013–2014: Mariana Klaveno in Devious Maids – Schmutzige Geheimnisse als Peri Westmore
- 2013–2016: in Pokémon als Heureka
- 2013–2021: Megan Boone in The Blacklist als Elizabeth Keen / Masha Rostova
- 2014: Aimee Teegarden in Star–Crossed als Emery
- 2014–2016: Laura Vandervoort in Bitten als Elena Michaels
- 2014–2015, 2017, 2019: Joanna García in Once Upon a Time – Es war einmal ... als Arielle
- 2015–2020: Aja Naomi King in How to Get Away with Murder als Michaela Pratt
- 2015–2020: Marie Avgeropoulos in The 100 als Octavia Blake
- 2015–2023: Bar Paly in Navy CIS: L.A. als Anna Kolcheck
- 2016: Yukiyo Fujii in Sailor Moon Crystal als Hotaru Tomoe/Sailor Saturn/Mistress 9
- seit 2016: Sophie Skelton in Outlander als Brianna Randall / MacKenzie Fraser
- 2016: Danica Curcic in Nobel als Oberleutnant Adella Hanefi
- seit 2017: Éléonore Gosset in Art of Crime als Florence Chassagne
- 2017–2021: Mutsumi Tamura in Miss Kobayashi's Dragon Maid als Kobayashi
- 2019–2023: Lauren Ambrose in Servant als Dorothy Turner
- 2019–2022: Linda Cardellini in Dead to Me als Judy Hale
- 2019–2021: Satomi Satou in Fruits Basket als Saki Hanajima
- 2019–2022: in Disney Amphibia als Anne Boonchuy
- 2020–2022: Thony in Drei Meter über dem Himmel als Isabella
- seit 2025: Kaitlin Olson in High Potential als Morgan Gillory

## Hörbücher und Hörspiele (Auswahl)
- 2009: Jay Asher: Tote Mädchen lügen nicht, München: cbt (Random House Audio)
- 2010: Charlotte Link: Reiterhof Eulenburg – Diamantenraub, Berlin: Der Audio Verlag.
- 2010: Charlotte Link: Reiterhof Eulenburg – Mitternachtspicknick, Berlin: Der Audio Verlag.
- 2013: C. C. Hunter: Shadow Falls Camp 2 – Erwacht im Morgengrauen, Berlin: Der Audio Verlag.
- 2013: C. C. Hunter: Shadow Falls Camp 3 – Entführt in der Dämmerung, Berlin: Der Audio Verlag.
- 2014: C. C. Hunter: Shadow Falls Camp 4 – Verfolgt im Mondlicht, Berlin: Der Audio Verlag.
- 2014: C. C. Hunter: Shadow Falls Camp 5 – Erwählt in tiefster Nacht, Berlin: Der Audio Verlag.
- 2020: Elli C. Carlson: Sieben Tage und ein Jahr (Audible)
- 2022: Midnight Tales 67: Tief in den nördlichen Wäldern (als Greta)
- 2022 bis 2023: Dark Holmes (als Lucy Parr), Contendo Media

## Computerspiele
- 2003: Jade in Beyond Good & Evil
- 2005: Wildblume in Jade Empire
- 2005: Weibliche Gnome in World of Warcraft
- 2007: Grace Park in Command & Conquer 3: Tiberium Wars
- 2008: Ayumi in X-Blades
- 2010: Fayris in Das Schwarze Auge – Drakensang: Am Fluss der Zeit
- 2010: Francesca Scaletta in Mafia II
- 2011: Amy Rose in Sonic Generations
- 2013: Elizabeth in BioShock Infinite
- 2013: Amy Rose in Sonic Lost World
- 2013: Amy Rose in Mario & Sonic bei den Olympischen Winterspielen Sotschi 2014
- 2014: Amy Rose in Sonic Boom: Lyrics Aufstieg
- 2014: Amy Rose in Sonic Boom: Der zerbrochene Kristall
- 2016: Amy Rose in Mario & Sonic bei den Olympischen Spielen Rio 2016
- 2016: Amy Rose in Sonic Boom: Feuer & Eis
- 2017: Amy Rose in Sonic Forces
- 2020: Tifa in Final Fantasy 7 Remake